# Gran Guerra Pàtria
|  | Aquest article tracta sobre l'ús del terme Guerra patriòtica. Per a detalls sobre la campanya vegeu l'article Front Oriental. |

La Gran Guerra Patriòtica (en rus Великая Отечественная война, Velikaia Otetxestvénnaia voinà; de vegades anomenat Gran Guerra Pàtria) és el terme donat pels soviètics a la guerra contra l'Alemanya nazi durant la Segona Guerra Mundial —la Guerra Germanosoviètica. Forma part del Front Oriental.
Les repúbliques soviètiques van perdre aproximadament 27 milions de persones, en una guerra que va iniciar amb la invasió nazi de la Unió Soviètica el 22 de juny de 1941, i va culminar amb la caiguda de Berlín el 3 de maig de 1945 a les mans de l'Exèrcit Roig.
La batalla de Stalingrad va suposar el punt d'inflexió de la Segona Guerra Mundial, el moment en què les tropes soviètiques, després de les derrotes inicials de l'Operació Barbarroja, van passar a l'ofensiva contra les Potències de l'Eix. De fet, la importància d'aquesta batalla s'aprecia en l'enorme quantitat de baixes d'ambdues parts, la destrucció total de la ciutat i les enormes pèrdues d'homes i material sofertes per la Wehrmacht; per això, la crítica històrica considera que la batalla de Stalingrad va ser la derrota militar més dura, i més decisiva, de l'Alemanya nazi, després de la qual la iniciativa en combat va correspondre a l'Exèrcit Roig. La Unió Soviètica va ser el país combatent que va suportar gairebé el 80% de l'atac dels països de l'Eix a Europa, de manera que la victòria a la batalla de Stalingrad i la consegüent contraofensiva van significar el començament de l'enfonsament de la màquina bèl·lica alemanya.
La maquinària de propaganda dels Aliats occidentals va esperar que es capitulés primer a la ciutat francesa de Reims el 8 de maig de 1945 davant l'alt comandament militar aliat, i només l'endemà, el 9 maig de 1945, es va procedir a la total rendició alemanya a Berlín, davant del comandament militar soviètic, per la qual la Unió Soviètica va decidir celebrar oficialment el Dia de la Victòria el 9 de maig.

## Terminologia
El terme de «Gran Guerra Patriòtica» va ser elaborat pel govern soviètic poc després de començar la invasió alemanya al juny de 1941. Es va triar perquè evoca a la Guerra Patriòtica de 1812, que va enfrontar la Rússia tsarista contra França en l'època de Napoleó en 1812. L'objectiu va de mostrar a la població soviètica el paral·lelisme entre les dues lluites, reforçar el patriotisme de les masses amb un missatge molt nacionalista i reiterar el greu perill que per a la Unió Soviètica i els seus habitants significava l'atac nazi.
La historiografia soviètica va diferenciar clarament després de 1945, la "Gran Guerra Pàtria» del conflicte denominat com a «Segona Guerra Mundial». En part s'al·lega que amb això la Unió Soviètica rebutjava tenir cap vincle amb la Primera Guerra Mundial, considerada com a simple guerra imperialista on havia participat la Rússia tsarista. Així mateix reforçava a nivell historiogràfic el concepte que la Unió Soviètica era un Estat totalment nou, les tradicions militars del qual no corresponien a les de la Rússia tsarista, tot i que es rescatava el fet que tots dos règims havien lluitat per defensar el mateix territori contra poderosos invasors arribats d'Occident, la qual cosa reforçava el sentiment nacionalista (no classista) de les masses soviètiques.
Finalment, una altra explicació era que la Unió Soviètica realment no havia experimentat cap atac estranger fins al juny de 1941. En conseqüència, la invasió per l'Alemanya nazi de Polònia, així com la invasió soviètica de Polònia, l'1 i 17 de setembre de 1939 respectivament, eren uns esdeveniments que no corresponien a la «defensa de l'Estat soviètic». Els soviètics consideraven que durant i després d'aquestes invasions la Unió Soviètica havia mantingut la pau amb el Tercer Reich fins al 1941, en virtut del Pacte Mólotov-Ribbentrop - però ocultaven l'existència del seu Protocol addicional secret i del Tractat germano-soviètic d'amistat, cooperació i demarcació, a diferència de Gran Bretanya i França que, en conèixer la invasió a Polònia per part de l'Alemanya nazi, li van declarar la guerra.
Els historiadors soviètics van designar com «Gran Guerra Patriòtica» només a l'enfrontament entre la Unió Soviètica i l'Alemanya nazi per donar-li un significat d'un xoc d'ideologies on el comunisme havia derrotat el feixisme; es preferia utilitzar aquest últim terme (en comptes de nazisme), ja que permetia al govern soviètic incloure, en la llista d'agressors vençuts, a països aliats del Tercer Reich, com la Itàlia feixista, Finlàndia, Hongria i Romania, que havien participat amb tropes a l'atac a la Unió Soviètica.
Per aquest mateix motiu, les operacions bèl·liques de Estats Units i Gran Bretanya contra Alemanya i Japó van quedar lògicament com a fets aliens a la Gran Guerra Patriòtica; de la mateixa manera, el factor ideològic va implicar retirar d'aquest concepte els combats entre la Unió Soviètica i el Japó amb motiu de la Invasió Soviètica de Manxúria, davant les forces japoneses a l'agost de 1945.
L'intent d'aïllar l'anomenada Gran Guerra Patriòtica del context de la Segona Guerra Mundial ha servit als historiadors soviètics i després russos per negar la interrelació de les dues conteses. D'aquesta manera s'ha pretès silenciar la responsabilitat històrica de les operacions militars dutes a terme per l'Exèrcit Roig soviètic entre 1939 i 1940, és a dir entre l'esclat de la Guerra mundial i la invasió nazi de la Unió Soviètica de 1941, com van ser la invasió soviètica de Polònia, la Guerra d'Hivern a Finlàndia, l'ocupació soviètica de Letònia, l'ultimàtum soviètic a Lituània, així com l'ocupació soviètica de Bessaràbia i el nord de Bucovina. Aquestes operacions militars van ser dutes a terme en compliment dels protocols addicionals secrets del Pacte Mólotov-Ribbentrop i del posterior Tractat germano-soviètic d'amistat, cooperació i demarcació.